# لوني تونز (ثنائي إنتاج موسيقي)
لوني تونز ثنائي إنتاج الأسلوب الموسيقى ريغاتون الأمريكي يتألف من فرانسيسكو سالدانا (لوني) وفيكتور كابريرا (تونز) واللذان اشتُهِرا في إنشاء إيقاعات موسيقية فريدة لبعض أشهر فناني الريغيتون منذ بداية سنة 2000.